# Loggia Alexandra
Bei der Loggia Alexandra handelt es sich um ein Belvedere auf dem Böttcherberg in Berlin-Wannsee oberhalb des Ortes Klein Glienicke. Berg und Loggia im „Landschaftspark Klein Glienicke“ sind Bestandteil des Weltkulturerbes der Berlin-Potsdamer Kulturlandschaft, die von der Pfaueninsel bis nach Werder reicht und seit 1990 mit ihren Schlössern und Gärten als Gesamtensemble unter dem Schutz der UNESCO steht.

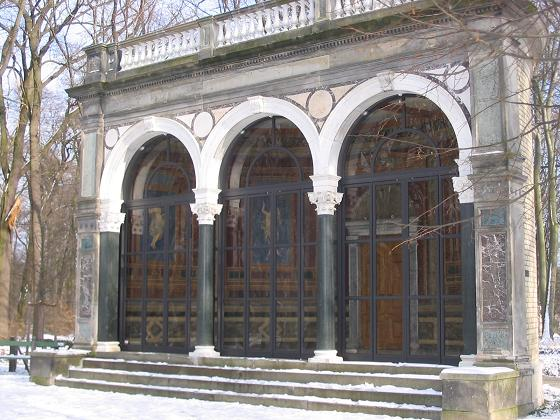
Loggia Alexandra 2005

Die kleine Loggia im Stil der florentinischen Frührenaissance ist halbkreisförmig Richtung Potsdam geöffnet mit Sichtachsen zum Schloss Babelsberg und zum Potsdamer Zentrum. Die offene Bogenwand enthält Wandgemälde nach Art pompejanischer Fresken sowie zierende Holzvertäfelungen und ist heute unzugänglich, aber einsehbar durch eine Glaswand geschützt. Der Boden der Säulenhalle ist mit einem Marmorfußboden ausgestattet, in der Mitte der Bogenwand befindet sich eine Tür mit der Überschrift „Alexandra“.

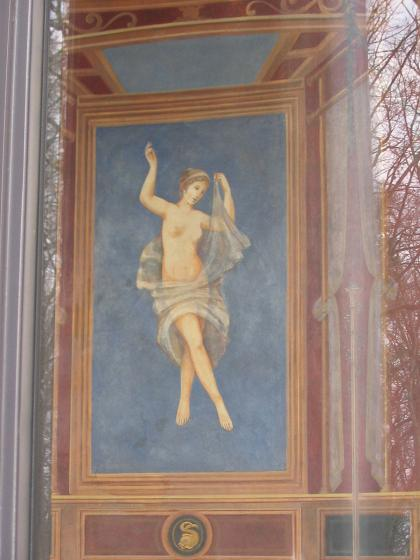
Fresko hinter Sicherheitsverglasung

Der Name erinnert an Charlotte von Preußen (1798–1860), die nach der Heirat mit dem späteren Zaren Nikolaus I. den Namen „Alexandra Feodorowna“ angenommen hatte. Ihr Bruder Prinz Carl von Preußen ließ das Gebäude 1869/1870 zum Gedenken an seine verstorbene Lieblingsschwester als Tee- und Aussichtsplatz errichten. Die Entwürfe besorgten der Bildhauer Alexander Gilli und der Baumeister Ernst Petzholtz. Den Bauzeitpunkt zehn Jahre nach dem Tod seiner Schwester wählte Prinz Carl zur Erinnerung an das berühmte Ritterturnier „Blanche Fleur“ 40 Jahre zuvor, das am 13. Juli 1829 vor dem Neuen Palais von Sanssouci den Höhepunkt der Geburtstagsfeierlichkeiten zu Ehren der Zarin bildete. „Blanche Fleur“ oder auch „Der Zauber der weißen Rose“ bezog sich auf Charlottes familiären Kosenamen.
Die nur durch die Sicherheitsverglasung sichtbare und damit nicht zugängliche Tür führt in einen schmalen Innenraum, in dem eine Marmorbüste der Zarin aufgestellt war, die nicht mehr vorhanden ist. Über eine Treppe gelangt man von diesem Raum auf eine Aussichtsplattform mit unterteilter Brüstung. An einer Seite der Loggia schließt sich ein Türmchen an.
Ursprünglich wollte der Gartenarchitekt Peter Joseph Lenné an dieser Stelle ein Cottage errichten, wie ein Entwurf aus dem Jahr 1831 zeigt. Lenné hatte den gegenüberliegenden Park Babelsberg gestaltet und den Böttcherberg in seine Arbeit einbezogen.
Der Ziegelbau erfuhr zwischen 1997 und 2000 eine aufwändige Restaurierung, der intensive kunsthistorische Untersuchungen vorausgingen, so dass insbesondere auch die Fresken und Mosaike weitgehend originalgetreu wiederhergestellt sind. Die Zinkabdeckungen der Brüstung und des Türmchens bekamen eine traditionell handwerkliche Erneuerung. Die Gesamtkosten betrugen rund 1,7 Millionen DM, die zum Teil private Stiftungen aufbrachten. Ein schmiedeeiserner Tor-Zaun konnte das Bauwerk bis 1997 nur unzureichend schützen. Um des Vandalismus Herr zu werden und um die Witterungseinflüsse draußen zu halten, entschloss sich das Land Berlin zu der heutigen Sicherheitsverglasung.

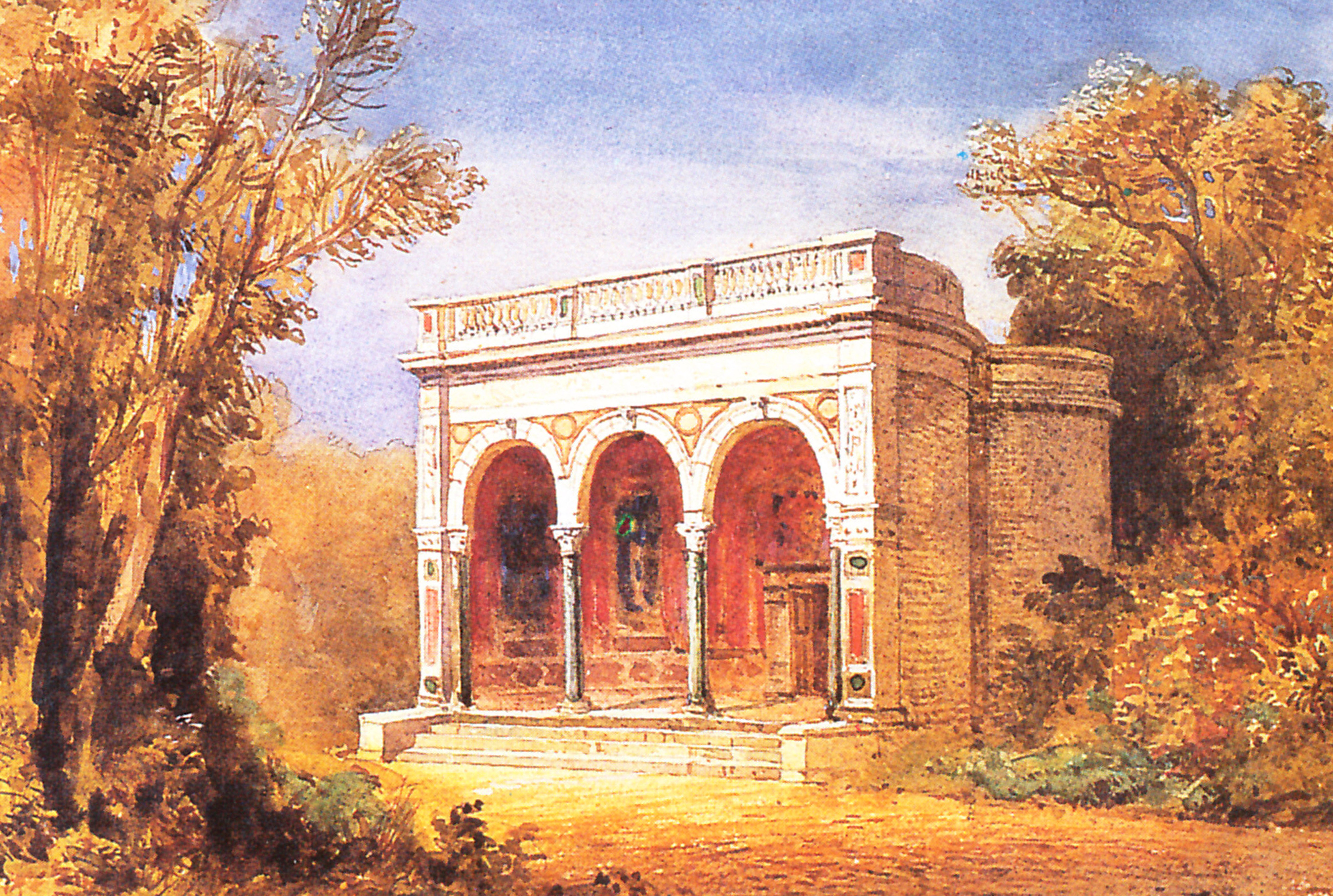
Hermann Schnee, 1874
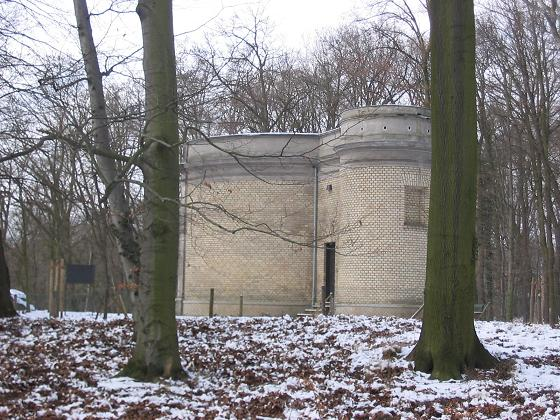
Türmchen
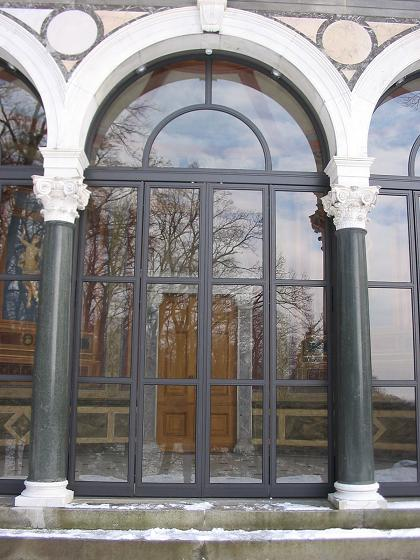
Innen Tür „Alexandra“
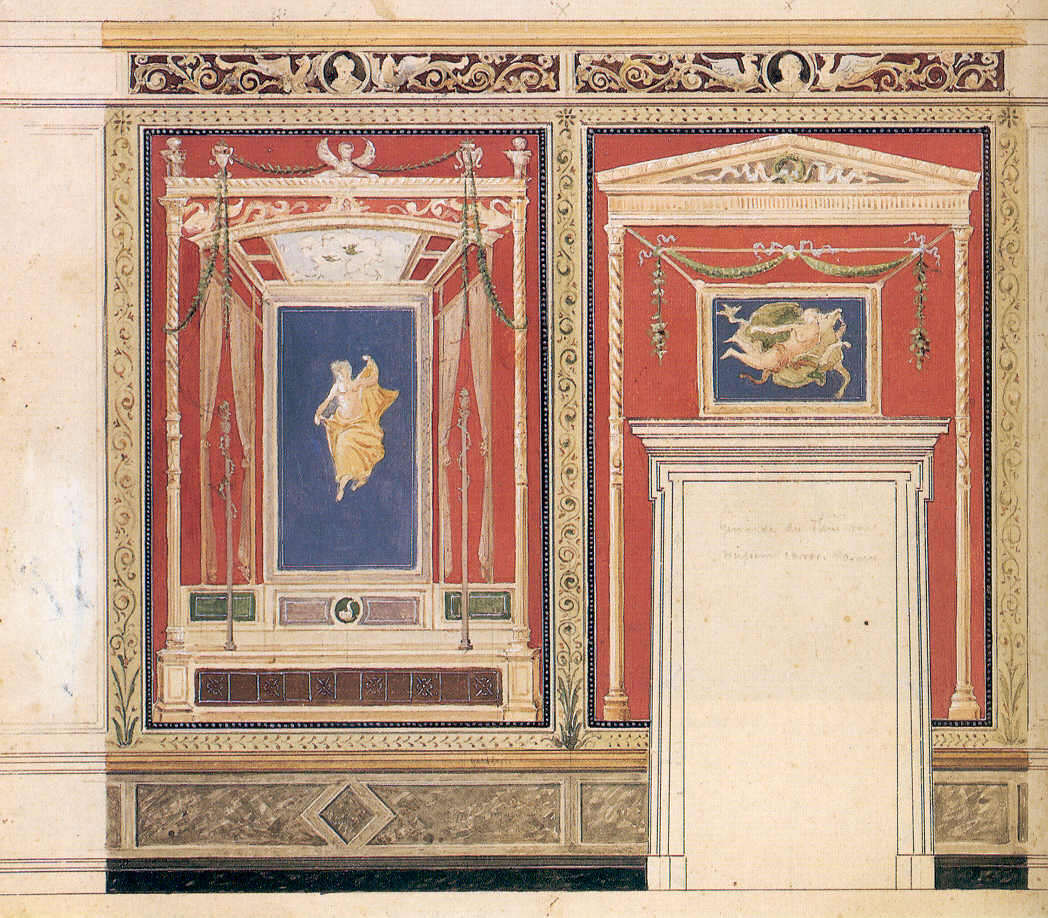
Entwurf der pompejanischen Wandmalerei im Innern. Zeichnung von Alexander Gilli, um 1869
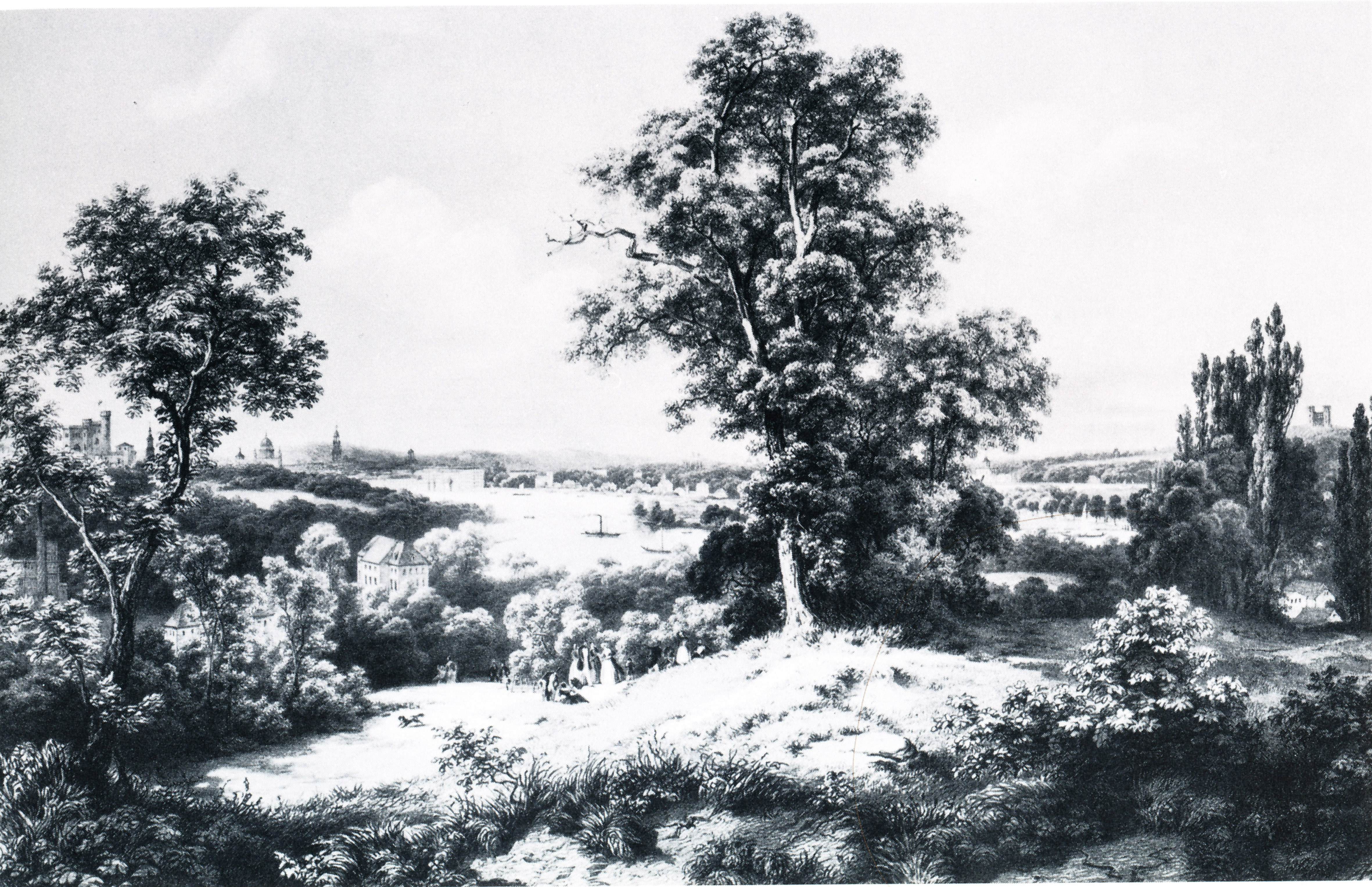
Blick vom Berg um 1845